# Günther Franke
Günther Franke (* 29. Oktober 1900 in Berlin; † 5. Oktober 1976 in München) war ein deutscher Galerist, Kunsthändler und -sammler.

## Leben
Günther Franke, Sohn des Leiters einer Landwirtschafts- und Gewerbebank, begann seine Laufbahn nach Kriegsende 1918 als Volontär bei dem für Gegenwartskunst begeisterten Galeristen Israel Ber Neumann am Kurfürstendamm. Im Graphischen Kabinett arbeitete er zuerst an einer Ausstellung von Lyonel Feininger mit und lernte dort 1921 Max Beckmann kennen. Als Neumann 1923 nach New York auswanderte, wurde Franke die vor zwei Jahren gegründete Münchner Neumann-Filiale übertragen.
Im gleichen Jahr porträtierte ihn der Maler Otto Dix zusammen mit dem Kunsthistoriker Paul Ferdinand Schmidt und dem Galeristen Karl Nierendorf. Franke begegnete Erich Heckel, Ernst Wilhelm Nay, Emil Nolde und Karl Schmidt-Rottluff. Im Sommer 1929 stellte er Lithographien, Radierungen und Zeichnungen zum Thema Französische Graphik von Ingres bis Picasso aus. Bei I. B. Neumann und Günther Franke in München wurden 1930 Werke von Georges Rouault sowie Aquarelle, Handzeichnungen und Lithographien von Alfred Kubin gezeigt. Die Galerie präsentierte 1931 Josef Scharl, 1932 in einer Gruppenausstellung die Maler Joseph Mader und Max Wendl, sowie den Bildhauer Fritz Müller, von 1932 bis 1938 Bilder von Edgar Ende. Franke besuchte im Januar 1941 den nach Amsterdam geflüchteten Beckmann und erwarb dort seine Gemälde Zirkuswagen und Heimkehr. Die spätestens seit 1937 eigenständige Galerie Günther Franke befand sich bis 1944 im klassizistischen Palais Almeida an der Brienner Straße 10. In der Zweigstelle zu Seeshaupt am Starnberger See wurde „die ‚entartete Kunst‘ versteckt und verkauft.“
Im Frühjahr 1946 mietete Franke das frühere Bildhaueratelier des Franz von Stuck in der Prinzregentenstraße und eröffnete mit Bildern von Franz Xaver Fuhr. Anschließend waren in der Villa Stuck Werke von Max Beckmann und Franz Marc zu sehen. „Die Geschichte der Galerie Franke ist eines der wichtigsten und erfreulichsten Kapitel in der neuesten Geschichte der Kunststadt München. Sie erfüllte eine Aufgabe: es waren sicher nicht wenige, die erst durch diese Ausstellungen zur modernsten Kunst hingeführt wurden.“
Einer Schau zu Ehren des 80-jährigen Emil Nolde folgte eine Gedächtnis-Ausstellung für Oskar Schlemmer. 1947 präsentierte die „regsame Galerie Günther Franke“ Willi Baumeister als Vertreter der „Avantgarde der deutschen zeitgenössischen Malerei.“
1949 lieh Franke für die Ausstellung Kunstschaffen in Deutschland in der Galerie des Central Collecting Point das Perseus-Triptychon und ein Selbstporträt von Max Beckmann, Zweifler und Lesende von Barlach, Federzeichnungen von Kubin, Gemälde von Scharl und Schrimpf sowie Aquarelle von Ernst Wilhelm Nay. Er stiftete 1974 dem Freistaat Bayern 29 Gemälde und eine Skulptur Beckmanns. „Damit besitzt die Münchner Staatsgalerie nun die größte Beckmann-Sammlung in Europa.“
Franke wohnte in der Nibelungenstr. 28 im Münchner Stadtteil Neuhausen und wurde dort am Winthirfriedhof begraben.
Ein Teil seines schriftlichen Nachlasses befindet sich heute im Deutschen Kunstarchiv im Germanischen Nationalmuseum in Nürnberg.